# Las Bodas de Isabel de Segura
Las Bodas de Isabel de Segura es una fiesta anual de interés turístico nacional que se celebra en febrero en la ciudad española de Teruel.

## Descripción

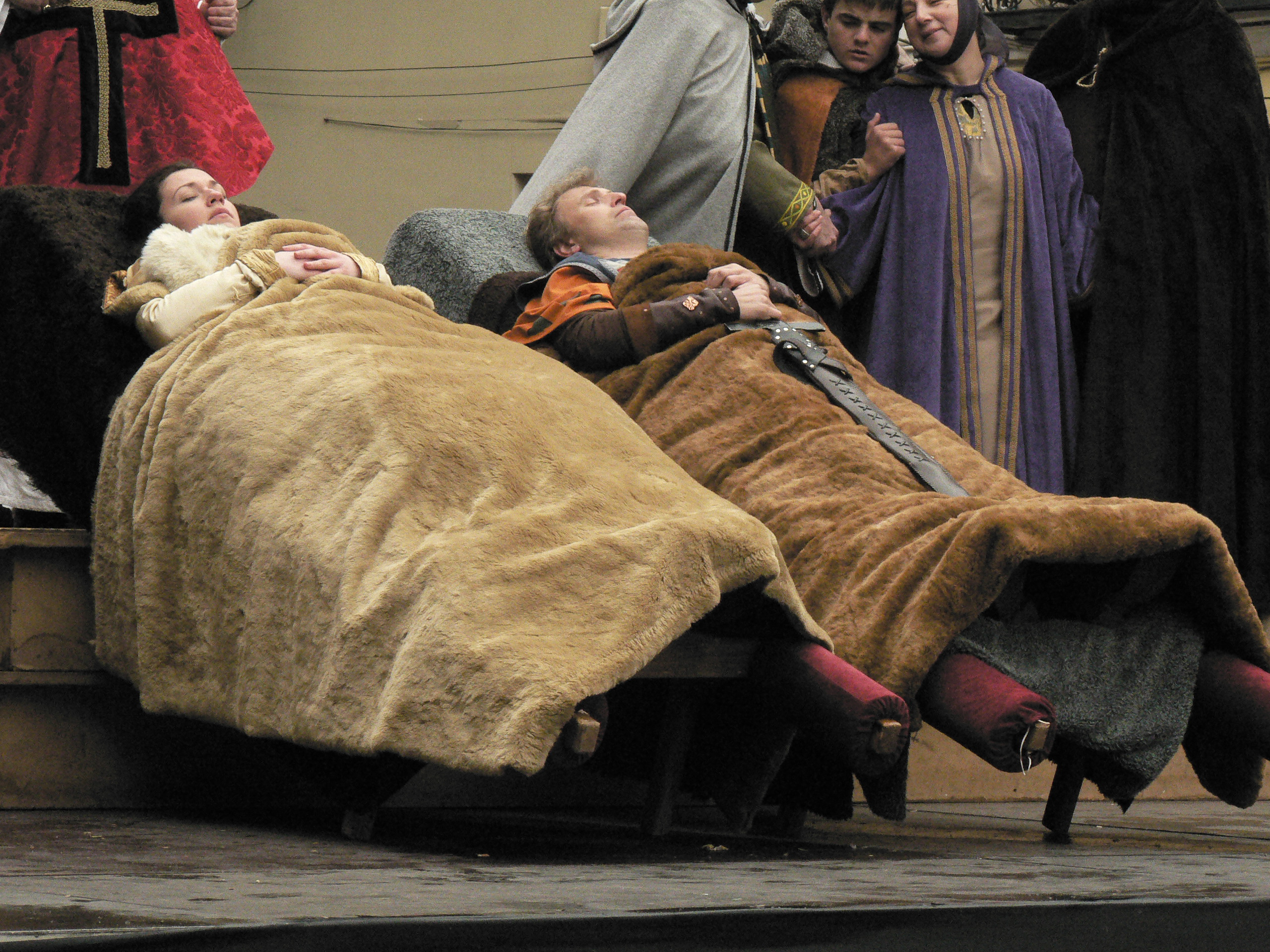
La muerte de Isabel y Diego, los Amantes de Teruel (2007).

Las Bodas de Isabel es un evento que se celebra en la ciudad aragonesa de Teruel (España) el fin de semana que coincide con el tercer viernes de febrero, fecha cercana al día de San Valentín. La fiesta, que dura de jueves a domingo, recrea de forma teatralizada por parte de actores amateurs la historia de los Amantes de Teruel, escenificando más de 60 actos en las calles, entre los que destacan, el anuncio de la falsa muerte de Diego de Marcilla, en la tarde del jueves, la boda de Isabel de Segura con Pedro de Azagra en la mañana del viernes, el regreso a casa de Diego para volver ver a su amada Isabel el sábado por la tarde, y la muerte de éste tras descubrirla casada y pedirle un último beso que ella le niega y la muerte de ella durante los funerales de Diego de Marcilla al día siguiente, el cortejo fúnebre de los Amantes y el beso final.
Para el evento cientos de actores y miles de turolenses y turistas se visten con atuendos altomedievales, muchos de ellos con rigor histórico, también se instalan haimas de los diversos grupos que representan a la sociedad turolense del siglo XIII, puestos de comida, exposiciones, demostraciones de oficios y un gran mercado medieval, así como se engalanan las calles y se recrean actividades de la época trasladando la atmósfera de la ciudad al siglo XIII.

#### Toro nupcial
El toro nupcial es un festejo taurino que forma parte de la recreación de la historia de los amantes desde su primera edición, simbolizando el rito medieval de la fecundidad consistente en correr un toro bravo por las calles de la ciudad,  que dos días antes de los esponsales, el novio pedía que fuese traído a la ciudad, lo que se hacía debidamente enmaromado. La maroma debía ser lo suficientemente larga como para que pudiese evolucionar a su conveniencia en un amplio espacio junto a la ventana de la casa de la novia, y para que así mismo el novio pudiera pasar su capa por el lomo del astado se le transmitiera la fecundidad del toro como rito de fertilidad.
Lo que distingue este festejo de otros toros ensogados es que el animal lleva en la testuz una corona floral, y en un momento dado, se lanza la capa de Isabel a la plaza, se torea con ella y luego el Señor de Azagra se la vuelve a colocar para transmitirle la fuerza y el poder fecundador del toro. La Asociación Amigos de la Soga y la Baga de Teruel se encarga de conducir y controlar al toro en esta ceremonia.

## Historia
La celebración de la recreación de las Bodas de Isabel se iniciaron el año 1997. En 2007 fue declarada Fiesta de interés turístico de Aragón y en 2016 pasó a ser Fiesta de Interés Turístico Nacional.
Es organizada por la Fundación Bodas de Isabel de Segura y la Federación de Asociaciones "Las Bodas de Isabel de Segura" que coordina los actos y las haimas en la calle de los Grupos de las Bodas.
Debido a la pandemia de COVID-19 en 2020, la organización del festejo decidió que la edición de 2021 fuese de forma virtual para evitar las aglomeraciones y posibles contagios de la enfermedad.